# Jadwiniew
Jadwiniew – część wsi Cygów położona w Polsce, w województwie mazowieckim, w powiecie wołomińskim, w gminie Poświętne. 
Administracyjnie Jadwiniew jest sołectwem w gminie Poświętne.
W latach 1975–1998 miejscowość należała administracyjnie do województwa siedleckiego.